# Hrușiv, Colomeea
Hrușiv (în ucraineană Грушів) este un sat în comuna Kornîci din raionul Colomeea, regiunea Ivano-Frankivsk, Ucraina.

## Demografie
Componența lingvistică a localității Hrușiv
     Ucraineană (99,61%)
     Alte limbi (0,39%)
Conform recensământului din 2001, majoritatea populației localității Hrușiv era vorbitoare de ucraineană (99,61%), existând în minoritate și vorbitori de alte limbi.